# Hoffmannia latifolia
Hoffmannia latifolia är en måreväxtart som först beskrevs av Friedrich Gottlieb Bartling och Dc., och fick sitt nu gällande namn av Carl Ernst Otto Kuntze. Hoffmannia latifolia ingår i släktet Hoffmannia och familjen måreväxter. Inga underarter finns listade i Catalogue of Life.